# Gomez Nunatak
Gomez Nunatak är en nunatak i Antarktis. Den ligger i Västantarktis. Argentina, Chile och Storbritannien gör anspråk på området. Toppen på Gomez Nunatak är 1 517 meter över havet, eller 14 meter över den omgivande terrängen. Bredden vid basen är 0,62 km.
Terrängen runt Gomez Nunatak är lite kuperad.  Trakten är obefolkad. Det finns inga samhällen i närheten.